# Sódóma Reykjavík (álbum)
Sódóma Reykjavík es un álbum lanzado en agosto de 1992 y corresponde a la banda sonora de la película Sódóma Reykjavík, también conocida como Remote Control.

Este compilado está integrado por 13 canciones interpretadas por bandas islandesas, dentro de sus participantes más importantes se encuentra la cantante Björk, quien interpretó la canción "Ó Borg Mín Borg" acompañada de KK Band y la canción "Takk", junto a Þórhallur.

## Lista de canciones
1. Mamma (0:45) - Sigurjón Kjartansson
2. Ó Borg Mín Borg (2:23) - KK Band]& Björk
3. Hótel Haförn (5:41) - Júpiters
4. Slappaðu Af (2:25) - KK Band
5. Partýbær (4:36) - HAM
6. Kaflar Úr Hafnarfjörður/Reykjavík (1:44) - Sigurjón Kjartansson
7. Niðri Í Bæ (5:19) - Funkstrasse
8. Sódóma (3:49) - Sálin hans Jóns míns
9. Takk	(4:48)	Björk & Þórhallur
10. Komdu Í Partý (5:16) - Funkstrasse
11. Animalia (4:07) - HAM
12. Manifesto (3:16) - HAM
13. Sódóma Gómorra (2:44) – Sigurjón Kjartansson